# Onomastiek
Onomastiek of naamkunde is de studie die de betekenis, de oorsprong en de verspreiding van namen onderzoekt en wordt gezien als een onderdeel van de taalkunde. Het woord is afgeleid van het Griekse woord ὄνομα ónoma (naam).
De onomastiek heeft als stromingen:
- antroponymie voor- en achternamen (Grieks ἄνθρωπος ánthropos = mens, ὄνυμα ónuma = naam)
- toponymie plaatsnamen (Grieks τόπος tópos = plaats, ὄνυμα ónuma = naam)

Het is verwant aan de etymologie die de oorsprong van woorden onderzoekt, en de genealogie of voorouderonderzoek.